# Wojciechów (powiat kazimierski)
Wojciechów – wieś w Polsce położona w województwie świętokrzyskim, w powiecie kazimierskim, w gminie Kazimierza Wielka. Leży przy drodze wojewódzkiej nr 768.
| SIMC    | Nazwa   | Rodzaj    |
| ------- | ------- | --------- |
| 0242341 | Półanek | część wsi |

W latach 1975–1998 miejscowość należała administracyjnie do województwa kieleckiego.